# St. Stephan (Mindelheim)

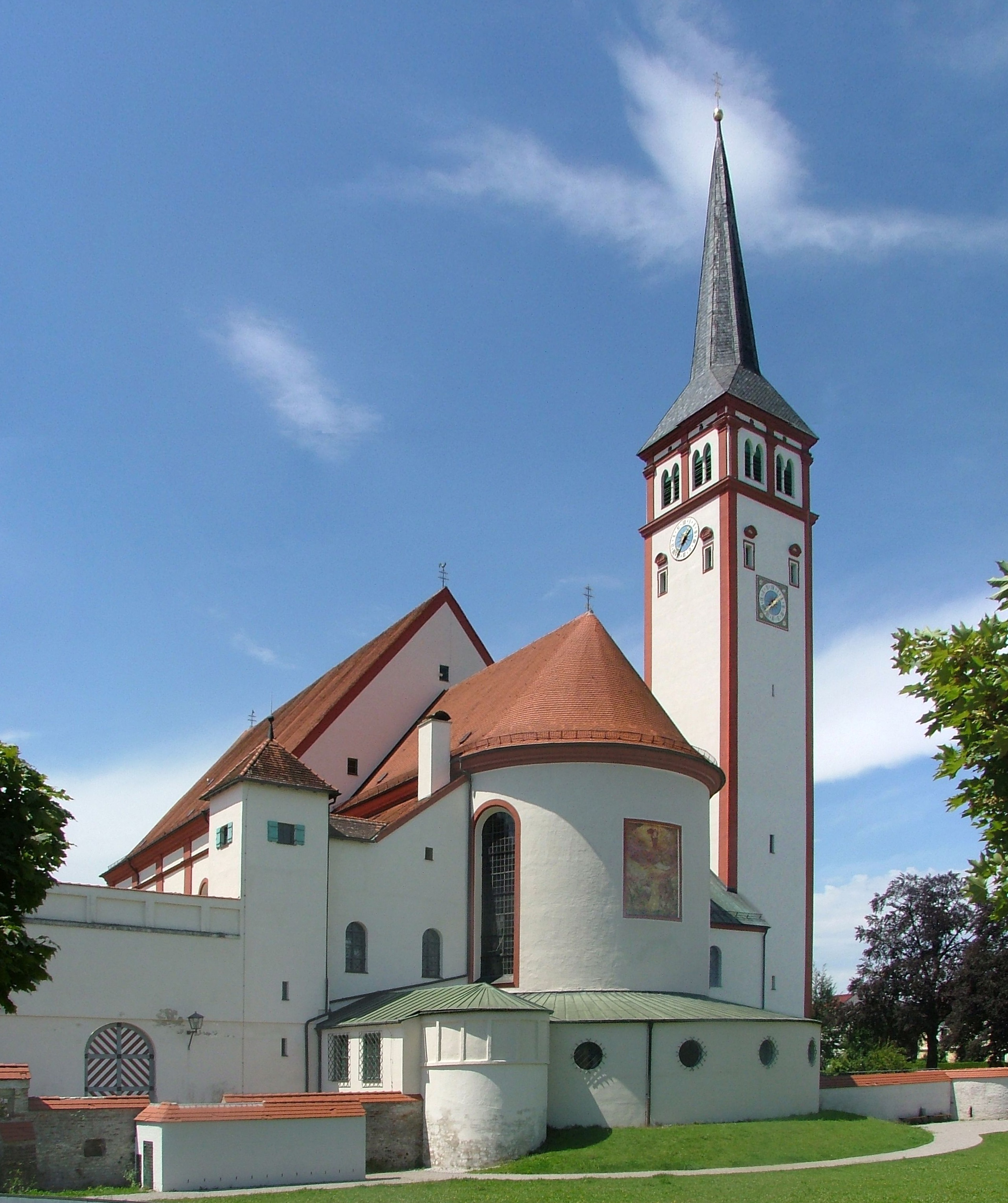
St. Stephan in Mindelheim

St. Stephan ist eine katholische Stadtpfarrkirche in der oberschwäbischen Kreisstadt Mindelheim im Landkreis Unterallgäu. Sie ist die Hauptkirche des Dekanats Mindelheim. Ihr Patrozinium ist das Fest des heiligen Stephanus am 26. Dezember.

## Lage
Die Kirche mit der Adresse Pfarrstraße 1 steht innerhalb Mindelheims Altstadt in direkter Nähe zur Stadtmauer. Nach Süden wird die Kirche vom weitläufigen Kirchplatz begrenzt, nach Osten schließt der Stadtgraben an. Im Westen liegt das Kloster Heilig Kreuz, das über einen Verbindungsgang direkt mit der Stadtpfarrkirche verbunden ist.

## Baugeschichte und -beschreibung

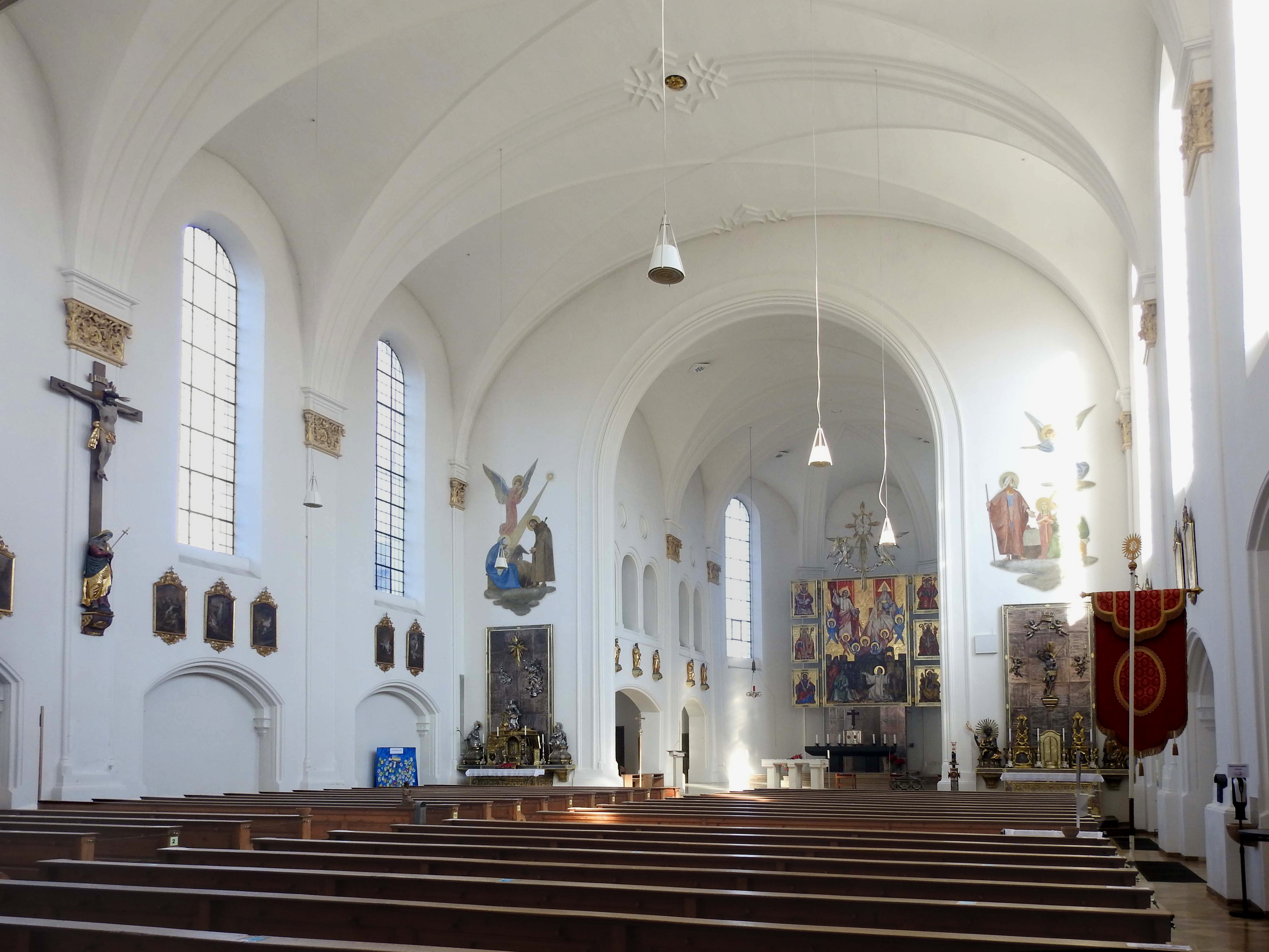
Stadtpfarrkirche St. Stephan in Mindelheim – Innenansicht

Im Jahr 1409 ließen Herzog Ulrich von Teck und seine Frau Anna von Polen eine gotische Basilika innerhalb der Stadtmauer errichten und übertrugen die Pfarrrechte auf die neue Stephanskirche. 1462 wird in einer Steuerliste der Stadtchronik ein Organist erwähnt. Den Dienst dürfte ein Lehrer der „Latein-Schule“ geleistet haben.
Ab 1712 entstand ein barocker Neubau von Schiff und Chor unter Baumeister Valerian Brenner. 1862 bis 1867 folgten nach einer Entbarockisierung die Neueinwölbung durch Matthias Berger und die neuromanische Ausgestaltung des Raums, die im 20. Jahrhundert wiederum entfernt wurde und ältere Ausstattungsstücke (Silberarbeiten der Seitenaltäre, Skulpturen und Gemälde) zurück in die Kirche brachte.
1851 bekam der auf einer quadratischen Grundfläche errichtete 65 Meter hohe Kirchturm einen Turmhelm. In den Jahren 1958 bis 1963 wurde die Kirche umgestaltet sowie innen und außen renoviert. Eine weitere Außenrenovierung wurde 2007 durchgeführt, eine Innenrenovierung und Neugestaltung des Altarraums in den Jahren 2012 bis 2013.
Die Kirche ist ein pilastergegliederter Saalbau mit einer Länge von 49 Metern (32 m Langhaus und 17 m Chorraum) mit eingezogenem Chor und einem nördlichen Glockenturm mit Spitzhelm.
Das Langhaus hat eine Breite von 18,70 m und eine Raumhöhe von 16,2 m. Der Chorraum besitzt eine Höhe von 14,3 m.
Die Kirche, das Kloster Heilig Kreuz mit dem Verbindungsgang zur Kirche und die doppelstöckige Gruftkapelle umgeben den weitläufigen Kirchplatz von St. Stephan, an den im Südosten das historische Mesnerhaus aus dem 17. Jahrhundert anschließt.
Auf dem Kirchplatz steht auch die Doppelkapelle Maria Schnee und St. Michael. Es ist eine zweistöckige Doppelanlage mit dreiseitigem Schluss und Dachreiter mit Zwiebelhaube. Der nördliche Kapellenanbau hat einen Volutengiebel. Im Kern ist es eine spätgotische Friedhofskapelle, die Anfang des 18. Jahrhunderts und um 1726 umgestaltet wurde.

## Ausstattung

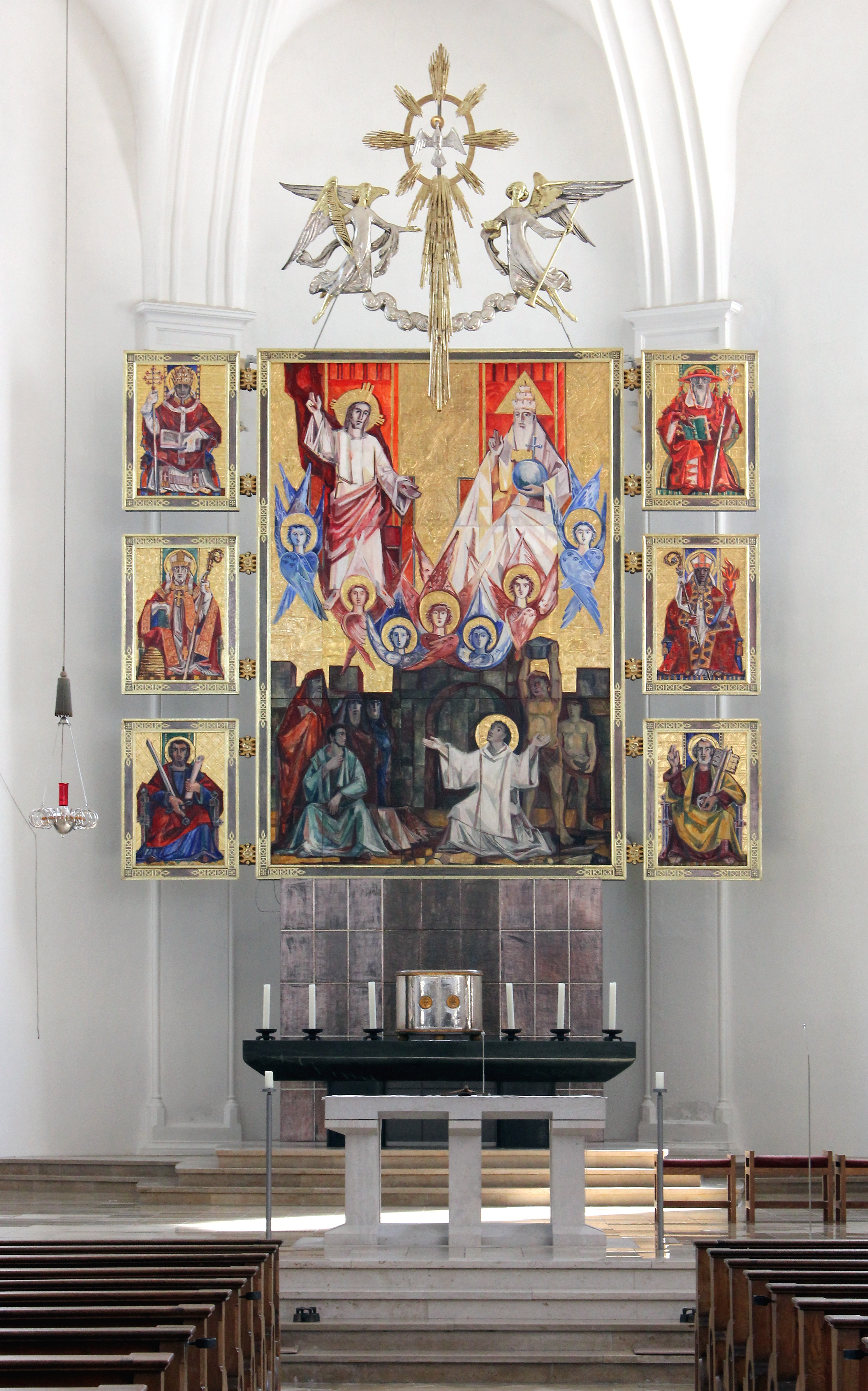
Mindelheim, St. Stephan, Altar Erwin Holzbaur

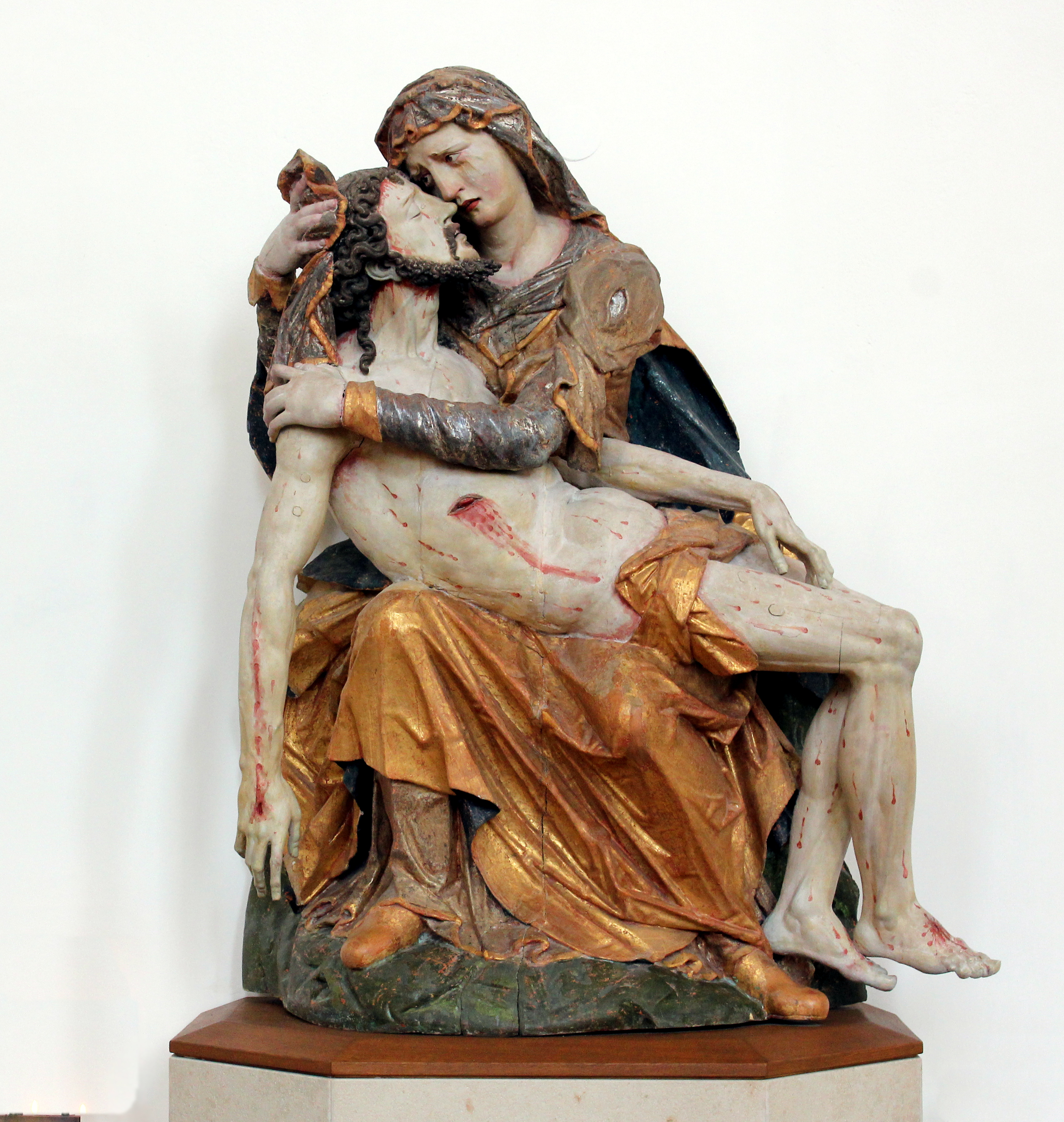
Pietà von Georg Schenck

Im Zentrum des Chors dominiert seit 1962 das Hochaltarretabel von Erwin Holzbaur. Im Mittelteil zeigt es unten in dunkel gehaltenen Farben die Steinigung des heiligen Diakons Stephanus, darüber leuchtend die Heilige Dreifaltigkeit mit dem Geist in Gestalt einer Taube, der über dem Rahmen des Gemäldes und damit auch symbolisch ausgedrückt über der ganzen Welt schwebt. In den kleinen Tafeln sind die abendländischen Kirchenväter sowie die Apostel Petrus und Paulus dargestellt.
Im Kirchenschiff befindet sich ein Kreuzweg von Johann Michael Ziegler von 1777 mit der Auffindung des heiligen Kreuzes und der Ansicht der Stadt Mindelheim mit dem heiligen Sebastian.
Am linken Seitenaltar sind eine Verkündigungsgruppe und Figuren mit Sockeln aus Silber von Ignaz Caspar Berthold zu sehen, die in den Jahren 1769/1770 in Augsburg geschaffen wurden. Direkt darüber ist ein Wandgemälde von Gebhard Fugel von 1934.
Unterhalb der Altarstufen auf der rechten Seite steht der Taufstein vom Anfang des 16. Jahrhunderts. An der Nordwand, direkt gegenüber dem Südportal, steht eine lebensgroße Pieta, die der Bildhauer Georg Schenk um 1650 schuf.

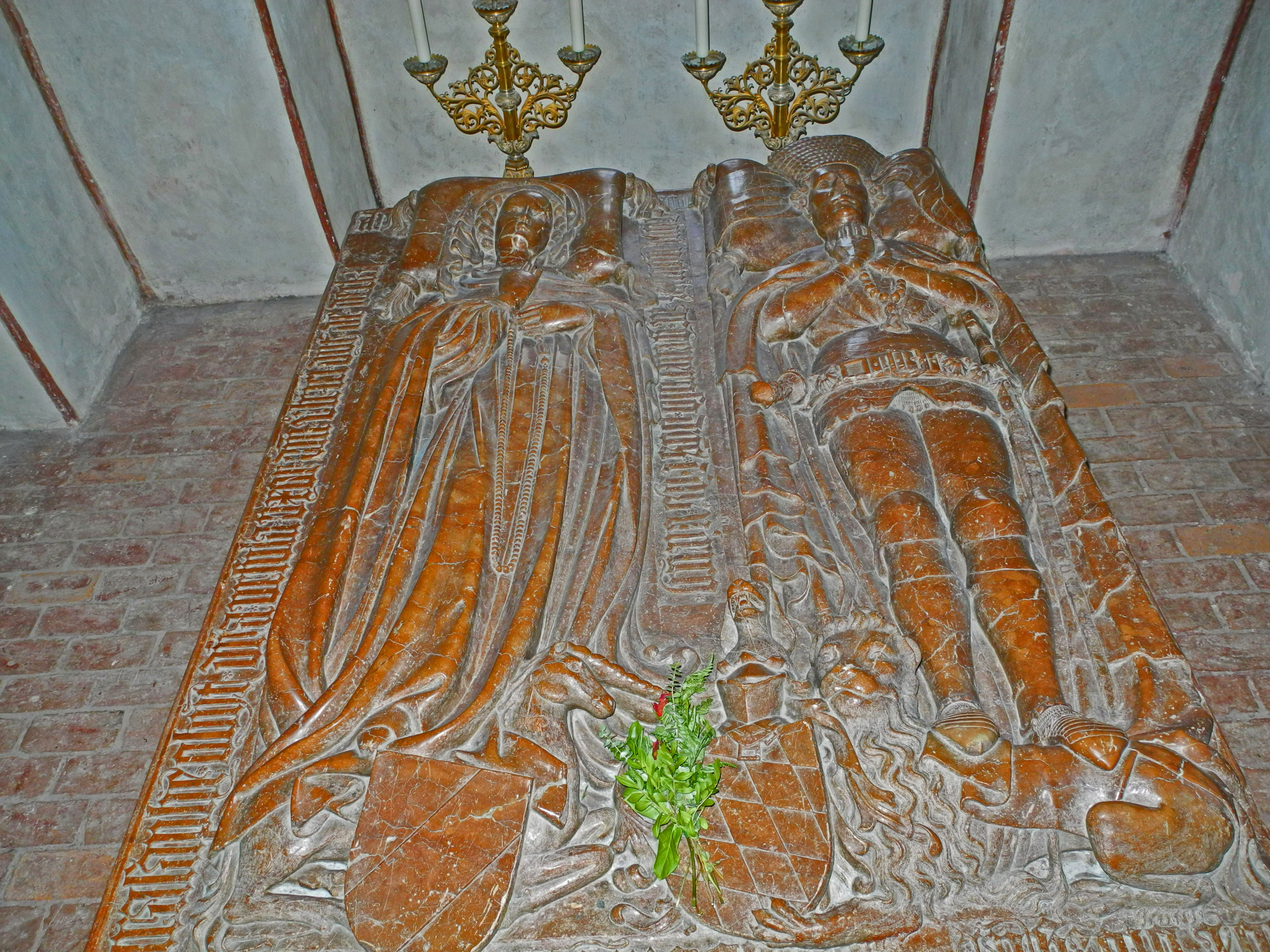
Grabmal für Ulrich von Teck und Ursula von Baden

In der Turmkapelle und der nördlichen Chorkapelle stehen bedeutende Grabmale. Das Rotmarmorgrabmal des Herzogs Ulrich von Teck mit seiner zweiten Gemahlin Ursula von Baden und die Sandsteingrabplatte der Anna von Polen (um 1432) zählen zu den bedeutenden Zeugnissen schwäbischer Skulpturen jener Zeit. In der kreuzrippengewölbten Turmkapelle steht das Doppelgrabmal für Herzog Ulrich von Teck und Ursula von Baden aus Rotmarmor von Meister Ulrich aus Augsburg.
Am Eingang zur Turmkapelle ist der Wappenstein des Georg von Frundsberg angebracht, der wohl aus dem Jahr 1538 stammt.
Daneben ist in der Kirche auch die Grabplatte der Anna von Polen (1366–1425), der ersten Gemahlin des Herzogs Ulrich von Teck, erhalten.
Über dem Eingang des Südportals hängt die Stiftungstafel der Pfarrkirche durch Herzog Ulrich von Teck und Anna von Polen.

## Orgeln

### Vorgängerinstrumente
Ihr Jahr 1620 wurde auf der zweiten Westempore der Kirche eine neue große Orgel errichtet, die 1713/1714 durch ein Instrument von Johann Georg Hofer (Ottobeuren) ersetzt wurde.
1767/1768 erbaute Johann Georg Hörterich eine neue Orgel mit 30 Registern auf zwei Manualen und Pedal.

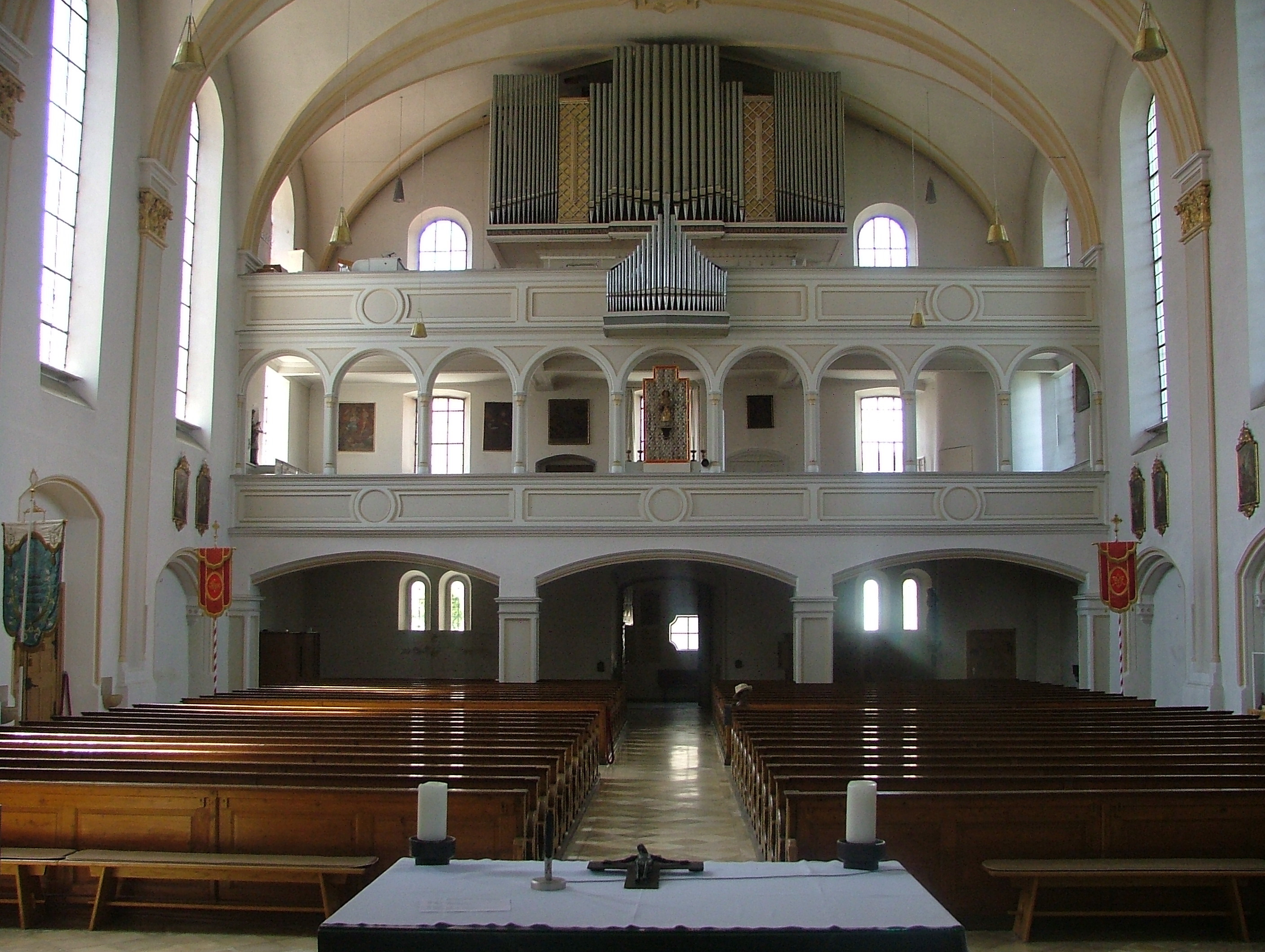
Blick vom Volksaltar zur Orgelempore (2008)

Das bisher größte Werk wurde 1867 von G. F. Steinmeyer & Co., Oettingen, als Opus 65 errichtet: ein mechanisches Kegelladen-Instrument mit 33 Registern, die auf Hauptwerk, Schwellwerk und Pedal verteilt waren. In den Jahren 1952 und 1958 wurde diese Orgel von Josef Zeilhuber & Sohn (Altstätten) umgebaut, erweitert und modernisiert. Sie hatte danach 47 Register auf 3 Manualen und Pedal.
1994 führte die Orgelbauwerkstatt Kubak (Augsburg) eine Generalüberholung durch.
Chororgeln lassen sich für die Stadtpfarrkirche sehr weit zurückverfolgen.
Vor 1462 dürfte die früheste Orgel wohl an der linken Wand im Chorraum beim Hauptaltar in der gotischen Kirche ihren Platz gehabt haben.
Bis 1819 gab es eine sogenannte „liegende Orgel“ im Chor der barocken Kirche hinter dem Choraltar.
Im Jahr 1819 wurde eine Chororgel an der linken Seitenwand beim Chorgestühl unter Verwendung der Pfeifen der „liegenden Orgel“ erbaut. Dies führte Peter Paul Hörmüller (Landsberg/Lech) durch. Die Orgel hatte sechs Register.
1868 lieferte Otmar Sauter (Mindelheim) für die umgestaltete und entbarockisierte Kirche eine neue Chororgel. Sie ist im Inventarverzeichnis des Kirchenchores noch 1902 aufgeführt, jedoch nicht mehr im Inventarverzeichnis von 1911.

### Hauptorgel

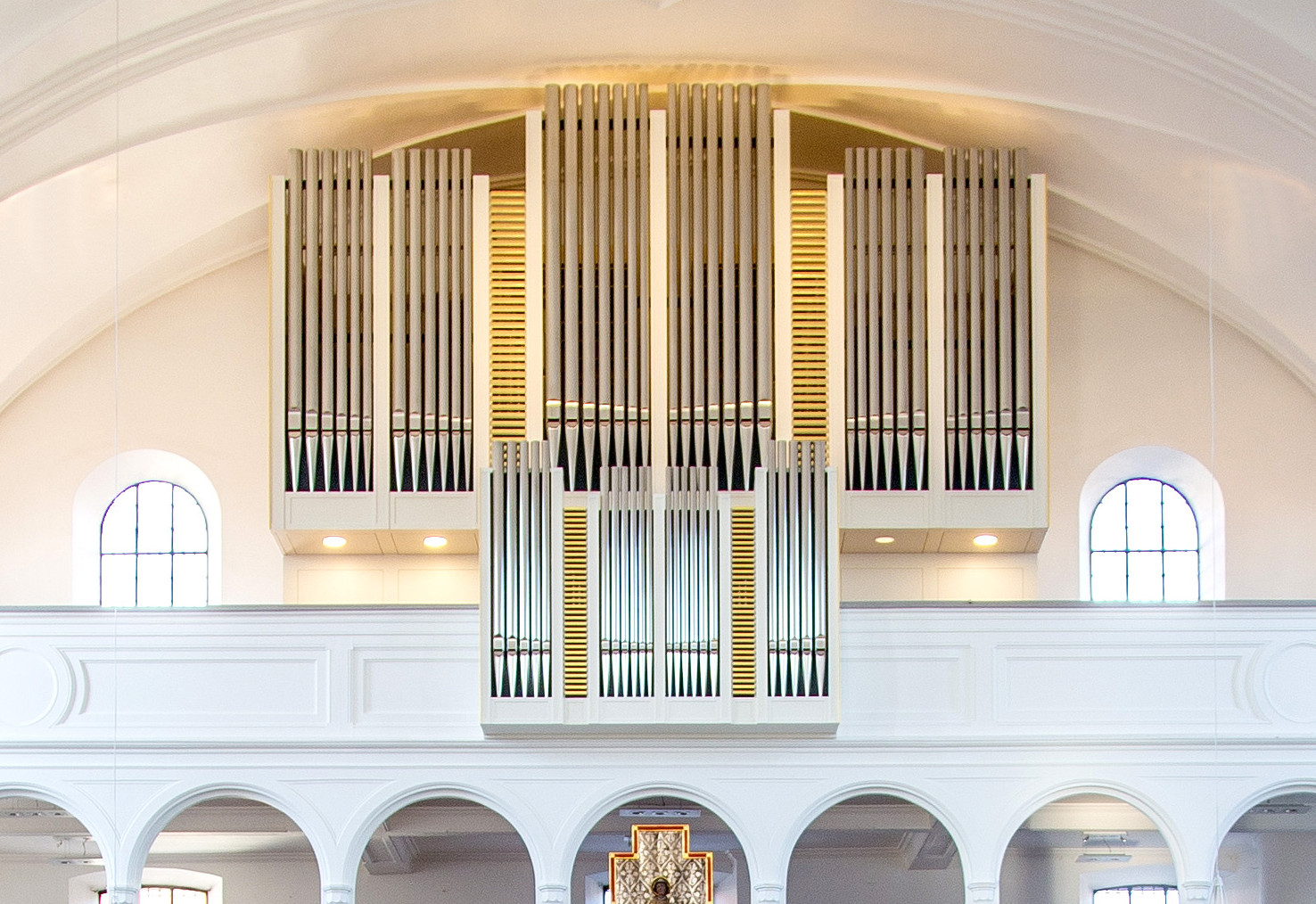
Stephanus-Orgel von 2015

Die Orgel wurde von der Orgelbauwerkstätte Siegfried Schmid gebaut und am Pfingstmontag 2015 geweiht.
Bei der Erstellung der Disposition galt es, mit den brauchbaren Registern der Vorgängerinstrumente von Steinmeyer und Zeilhuber ein Klangkonzept zu entwickeln, welches an die Tradition der deutsch-romantischen Orgel anknüpft, aber auch dem Anspruch an ein Instrument zu Beginn des 21. Jahrhunderts gerecht wird.
Die Spieltraktur wurde mechanisch angelegt. Die Registersteuerung erfolgt elektrisch mittels besonders geräuscharm arbeitender Schleifenzugmagneten. Eine moderne Setzeranlage verfügt neben den verschiedenen Speichermöglichkeiten über weitere Funktionen (z. B. Stimmsystem, Aufnahme- bzw. Abspielfunktion usw.). Ebenfalls elektrisch sind die Koppeln ausgeführt, samt den zahlreichen Oktavkoppeln. Eine weitere Spielhilfe stellt der Registerschweller mit vier Crescendoprogrammen dar.
Die Gestaltung des Spieltisches orientiert sich, bei zeitgemäßer Ausführung, an Vorbildern von Cavaillé-Coll.
Das Schleifladen-Instrument hat 52 Register (48 klingende Stimmen, 4 Transmissionen), die sich auf drei Manualwerke und Pedal verteilen. Die Prospekte vom Hauptgehäuse und Rückpositiv gliedern sich in drei Teile und stellen so ein gestalterisches Pendant zum Hochaltar dar.
| I Rückpositiv C–c4 |                 |        |     |
| 01.                | Principal       | 8′     |     |
| 02.                | Metallgedeckt 0 | 8′     |     |
| 03.                | Weidenpfeife    | 8′     | (S) |
| 04.                | Oktave          | 4′     |     |
| 05.                | Nachthorn       | 4′     |     |
| 06.                | Nasard          | 2 ⁄3′  |     |
| 07.                | Waldflöte       | 2′     |     |
| 08.                | Terz            | 1 3⁄5′ |     |
| 09.                | Cymbel          | 1′     |     |
| 10.                | Trompete        | 8′     |     |
| 11.                | Krummhorn       | 8′     |     |
|                    | Tremulant       |        |     |

| II Hauptwerk C–c4 |              |         |     |
| 12.               | Principal    | 16′     | (S) |
| 13.               | Principal    | 08′     |     |
| 14.               | Tibia        | 08′     | (S) |
| 15.               | Gedackt      | 08′     |     |
| 16.               | Gamba        | 08′     |     |
| 17.               | Oktave       | 04′     | (S) |
| 18.               | Gemshorn     | 04′     | (S) |
| 19.               | Quinte       | 02 ⁄3′  |     |
| 20.               | Superoktave  | 02′     | (S) |
| 21.               | Terz         | 01 3⁄5′ |     |
| 22.               | Mixtur major | 02 ⁄3′  |     |
| 23.               | Mixtur       | 01 ⁄3′  |     |
| 24.               | Cornett      | 08′     |     |
| 25.               | Trompete     | 16′     |     |
| 26.               | Trompete     | 08′     |     |

| III Schwellwerk C–c4 |                      |        |     |
| 27.                  | Bourdon              | 16′    | (S) |
| 28.                  | Holzprincipal        | 08′    |     |
| 29.                  | Lieblich Gedackt     | 08′    | (S) |
| 30.                  | Äoline               | 08′    |     |
| 31.                  | Vox coelestis        | 08′    |     |
| 32.                  | Praestant            | 04′    |     |
| 33.                  | Traversflöte         | 04′    | (S) |
| 34.                  | Cornettino           | 02 ⁄3′ |     |
| 35.                  | Flautino             | 02′    |     |
| 36.                  | Harmonia aetherea    | 02 ⁄3′ |     |
| 37.                  | Fagott               | 16′    |     |
| 38.                  | Trompette harmonique | 08′    |     |
| 39.                  | Oboe                 | 08′    |     |
| 40.                  | Clairon              | 04′    |     |
|                      | Tremulant            |        |     |

| Pedal C–g1 |                         |     |     |
| 41.        | Untersatz               | 32′ |     |
| 42.        | Principalbass           | 16′ |     |
| 43.        | Violonbass              | 16′ | (S) |
| 44.        | Subbass                 | 16′ |     |
| 45.        | Zartbass (= Nr. 27)     | 16′ |     |
| 46.        | Oktavbass (Ext. Nr. 42) | 08′ |     |
| 47.        | Cellobass (Ext. Nr. 43) | 08′ |     |
| 48.        | Choralbass (= Nr. 32)   | 04′ |     |
| 49.        | Bombarde                | 32′ |     |
| 50.        | Posaune                 | 16′ |     |
| 51.        | Fagottbass (= Nr. 37)   | 16′ |     |
| 52.        | Trompete                | 08′ |     |

- Koppeln
  - Normalkoppeln: I/II, III/I, III/II, I/P, II/P, III/P
  - Sub- und Superoktavkoppeln: jeweils: I/I, I/II, II/II, III/I, III/II, III/III; zusätzlich III/P (Superoktavkoppel)
- Spielhilfen: Setzeranlage, Crescendo-Walze
- Anmerkungen

(S) = Historisches Register von Steinmeyer (1867)
1. ↑  Sammelzug für Nr. 19–21
2. ↑  Sammelzug für Nr. 15+18+19+20+21
3. ↑  C–H akustisch

### Chororgel

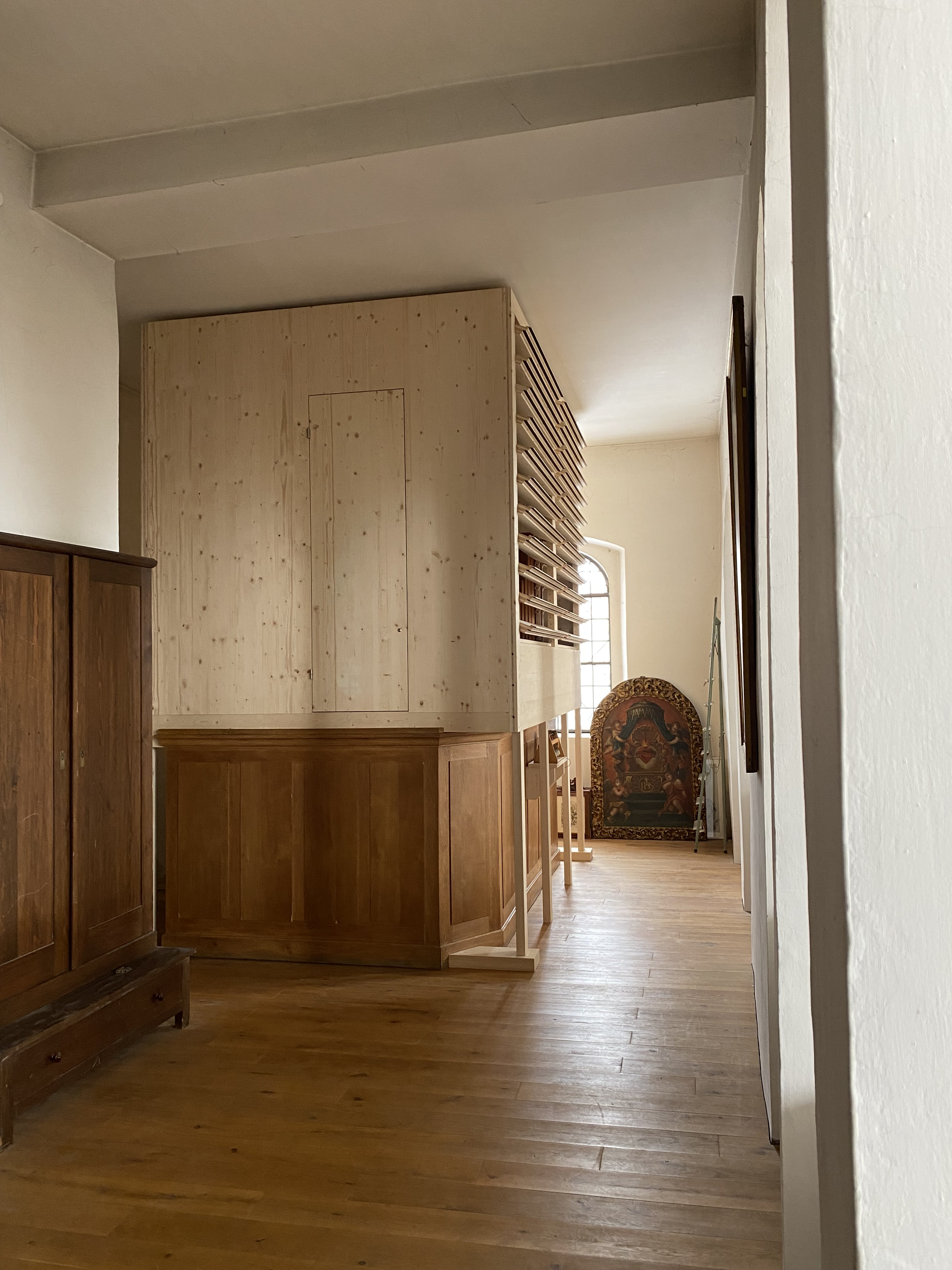
Chororgel von 2023

Außer der Hauptorgel hat die Kirche seit März 2023 eine Chororgel. Dieses Orgelwerk steht in einem als Schwellkasten gebauten Gehäuse auf der Nordempore im Altarraum. Gespielt wird es über eine elektropneumatische Traktur an einem fahrbaren Spieltisch.
In seinen Grundzügen geht das Instrument auf die 1956 gebaute Chororgel der Gedächtniskirche in Speyer Gedächtniskirche der Protestation (Speyer) zurück, von wo sie stammt.
In einem weiteren Bauabschnitt soll sie als Fernwerk von der großen Stephanus-Orgel aus spielbar gemacht werden.
Die Disposition lautet:
| I Hauptwerk C–g3 |              |       |
| 1.               | Rohrflöte    | 08‘   |
| 2.               | Salicet      | 08‘   |
| 3.               | Principal    | 04‘   |
| 4.               | Kleingedackt | 04‘   |
| 5.               | Mixtur III   | 2 ⁄3‘ |

| II Manualwerk C–g3 |                         |       |
| 6.                 | Gedackt                 | 8‘    |
| 7.                 | Koppelflöte             | 4‘    |
| 8.                 | Waldflöte               | 2‘    |
| 9.                 | Sesquialter II (ab c) 0 | 2 ⁄3‘ |
| 10.                | Musette                 | 8‘    |
|                    | Tremulant               |       |

| Pedalwerk C–f1 |            |     |
| 11.            | Subbass    | 16‘ |
| 12.            | Oktavbass  | 8‘  |
| 13.            | Choralbass | 4‘  |

- Koppeln: II/I, I/P, II/P
- Spielhilfen: Tutti, 1 freie Kombination, Zimbelstern, Generalschweller

## Gemeinde

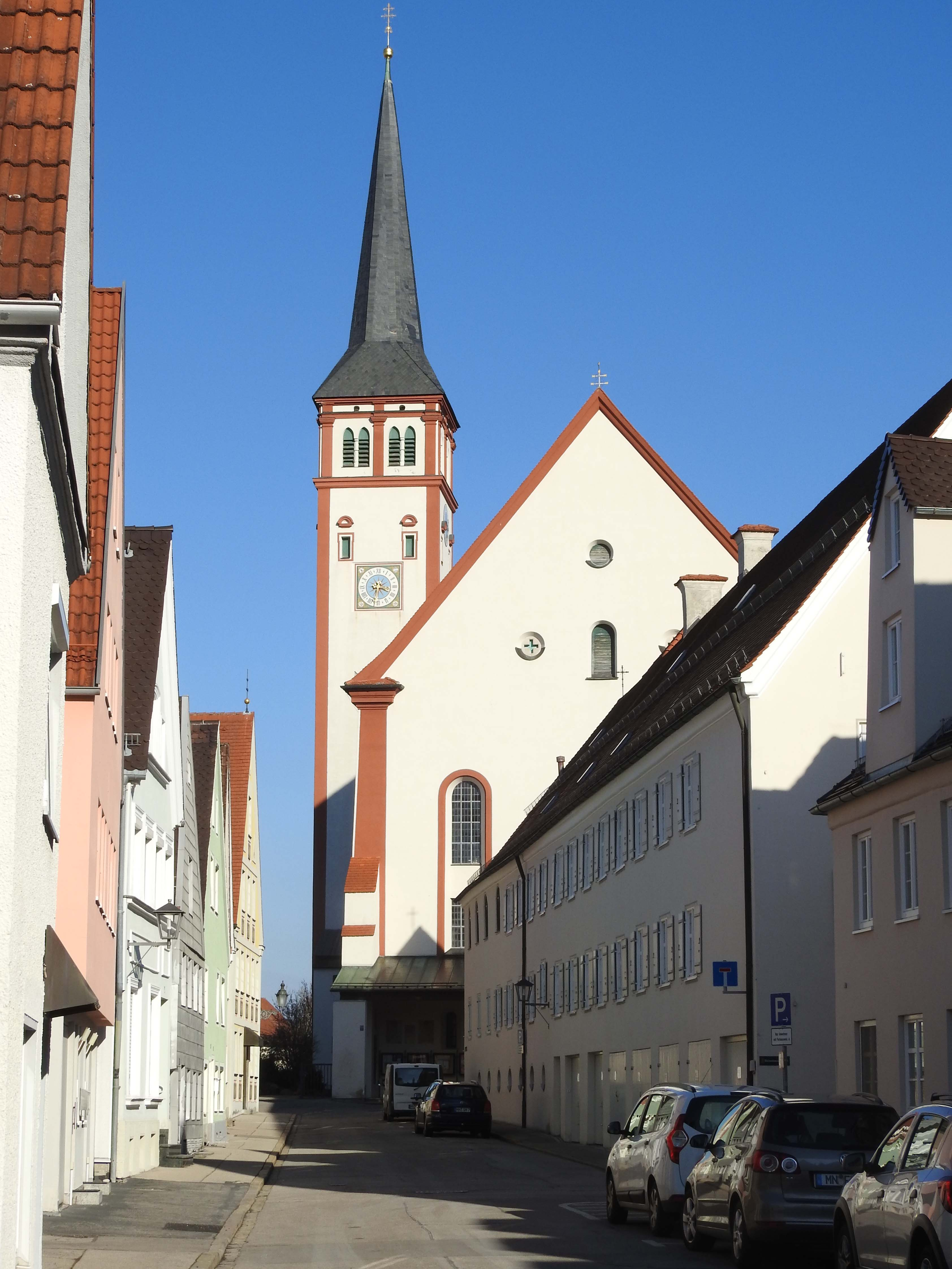
Stadtpfarrkirche St. Stephan von Westen

Die Pfarrei von St. Stephan mit der Kuratie Mariä Verkündigung (Jesuitenkirche) setzte sich bis August 2018 aus dem gesamten Stadtgebiet zusammen.
Im September 2018 wurde die Pfarrei St. Stephan Mitglied der Pfarreiengemeinschaft Mindelheim.
Diese besteht aus acht Einzelpfarreien und umfasst rund 10.700 Katholiken.
Zu ihr gehören die Stadtpfarrei Mindelheim, die Pfarrei St. Bartholomäus Apfeltrach, die Pfarrei St. Jakobus maj. Mindelau mit St. Franziskus und St. Georg Altensteig, die Pfarrei St. Vitus Nassenbeuren, die Pfarrei St. Mauritius Oberauerbach mit St. Michael Unterauerbach, die Pfarrei Mariä Himmelfahrt Oberkammlach, die Pfarrei Maria-Königin des hl. Rosenkranzes Unterkammlach – und die Pfarrei St. Andreas Westernach.